# Leichtathletik-Hallensüdamerikameisterschaften 2024
Die 3. Leichtathletik-Hallensüdamerikameisterschaften fanden vom 27. bis zum 28. Januar 2024 wie bereits bei den beiden ersten Austragungen in der bolivianischen Stadt Cochabamba statt. Veranstalter war die Confederación Sudamericana de Atletismo.

## Ergebnisse Männer

### 60 m
| Platz | Athlet        | Land | Zeit (s)   |
| ----- | ------------- | ---- | ---------- |
| 1     | Felipe Bardi  | BRA  | 6,58 CR PB |
| 2     | Aron Earl     | PER  | 6,76 PB    |
| 3     | David Vivas   | VEN  | 6,78       |
| 4     | Tito Hinojosa | BOL  | 6,82       |
| 5     | Julian Vargas | BOL  | 6,83 PB    |
| 6     | Bryant Álamo  | VEN  | 6,83 PB    |
| 7     | Erik Cardoso  | BRA  | 6,84       |
| 8     | Luis Angulo   | PER  | 7,09       |

### 400 m
| Platz | Athlet           | Land | Zeit (s)    |
| ----- | ---------------- | ---- | ----------- |
| 1     | Elián Larregina  | ARG  | 46,37 CR NR |
| 2     | Lucas Vilar      | BRA  | 47,33 PB    |
| 3     | Kelvis Padrino   | VEN  | 47,39 PB    |
| 4     | Lucas Carvalho   | BRA  | 47,88       |
| 5     | Javier Gómez     | VEN  | 48,12       |
| 6     | Mateo Bustamante | BOL  | 48,87       |

### 800 m
| Platz | Athlet             | Land | Zeit (min) |
| ----- | ------------------ | ---- | ---------- |
| 1     | José Antonio Maita | VEN  | 1:54,13 PB |
| 2     | Ryan López         | VEN  | 1:54,56 PB |
| 3     | Marco Vilca        | PER  | 1:55,04    |
| 4     | Guilherme Kurtz    | BRA  | 1:57,60    |
| 5     | Ramiro Ulunque     | BOL  | 1:58,52 PB |
| 6     | Leandro Daza       | BOL  | 2:00,76    |
| 7     | Fermín González    | BOL  | 2:04,07    |
|       | Eduardo Ribeiro    | BRA  | DNF        |

### 1500 m
| Platz | Athlet          | Land | Zeit (min) |
| ----- | --------------- | ---- | ---------- |
| 1     | David Ninavia   | BOL  | 3:56,65    |
| 2     | Guilherme Kurtz | BRA  | 4:00,38    |
| 3     | Thiago André    | BRA  | 4:00,54    |
| 4     | Daniel Toroya   | BOL  | 4:03,23    |
| 5     | José Zabala     | ARG  | 4:07,09    |
| 6     | Ryan López      | VEN  | 4:09,02    |

### 3000 m
| Platz | Athlet              | Land | Zeit (min)    |
| ----- | ------------------- | ---- | ------------- |
| 1     | David Ninavia       | BOL  | 8:26,73 CR PB |
| 2     | Daniel Toroya       | BOL  | 8:37,25       |
| 3     | Juan Jorge González | BOL  | 8:45,05       |

### 60 m Hürden
| Platz | Athlet            | Land | Zeit (s)    |
| ----- | ----------------- | ---- | ----------- |
| 1     | Eduardo de Deus   | BRA  | 7,58 CR =AR |
| 2     | Martín Sáenz      | CHI  | 7,66 PB     |
| 3     | Brayan Rojas      | COL  | 7,74 PB     |
| 4     | Denner Cordeiro   | BRA  | 7,93 PB     |
| 5     | Renzo Cremaschi   | ARG  | 7,98 PB     |
| 6     | Mauricio Sandoval | BOL  | 8,61        |
| 7     | Josué Loaiza      | BOL  | 8,68 PB     |
| 8     | Luis Claure       | BOL  | 8,68 PB     |

### 4 × 400 m Staffel
| Platz | Land      | Athleten                                                       | Zeit (min) |
| ----- | --------- | -------------------------------------------------------------- | ---------- |
| 1     | Venezuela | Javier Gómez Julio Rodríguez Kelvis Padrino José Antonio Maita | 3:11,41 CR |
| 2     | Bolivien  | Mateo Bustamante Marcelo Pérez Ikenna Ibe-Akobi Nery Peñaloza  | 3:17,87    |

### Hochsprung
| Platz | Athlet             | Land | Höhe (m) |
| ----- | ------------------ | ---- | -------- |
| 1     | Fernando Ferreira  | BRA  | 2,21     |
| 2     | Thiago Moura       | BRA  | 2,15     |
| 3     | Carlos Layoy       | ARG  | 2,15     |
|       | José André Camacho | BOL  | NMH      |

### Stabhochsprung
| Platz | Athlet               | Land | Höhe (m) |
| ----- | -------------------- | ---- | -------- |
| 1     | Ricardo David Montes | VEN  | 5,20     |
|       | Augusto Dutra        | BRA  | NMH      |

### Weitsprung
| Platz | Athlet                | Land | Weite (m) |
| ----- | --------------------- | ---- | --------- |
| 1     | Arnovis Dalmero       | COL  | 8,06      |
| 2     | Emiliano Lasa         | URU  | 8,00      |
| 3     | Lucas dos Santos      | BRA  | 7,92      |
| 4     | Vicente Belgeri       | CHI  | 7,36      |
| 5     | Fabrizio Mautino      | PER  | 7,23      |
| 6     | Dusan Zlatko Vlahovic | BOL  | 6,81      |
| 7     | Ricardo David Montes  | VEN  | 6,64      |

### Dreisprung
| Platz | Athlet           | Land | Weite (m) |
| ----- | ---------------- | ---- | --------- |
| 1     | Leodán Torrealba | VEN  | 16,24     |
| 2     | Geiner Moreno    | COL  | 16,22     |
| 3     | Maximiliano Díaz | ARG  | 16,00     |
| 4     | Mateus de Sá     | BRA  | 15,97     |
| 5     | Luis Reyes       | CHI  | 15,86     |
| 6     | Mauricio Rivera  | BOL  | 14,17     |

### Kugelstoßen
| Platz | Athlet                 | Land | Weite (m) |
| ----- | ---------------------- | ---- | --------- |
| 1     | Darlan Romani          | BRA  | 21,10     |
| 2     | Nazareno Sasia         | ARG  | 19,79     |
| 3     | Welington Morais       | BRA  | 19,50     |
| 4     | Ignacio Carballo       | ARG  | 18,08     |
| 5     | José Joaquin Ballivián | CHI  | 17,37     |
| 6     | Flies Matiás Puschell  | CHI  | 17,16     |

### Siebenkampf
| Platz | Athlet             | Land | Punkte |
| ----- | ------------------ | ---- | ------ |
| 1     | José Santana       | BRA  | 5741   |
| 2     | Gerson Izaguirre   | VEN  | 5644   |
| 3     | Santiago Ford      | CHI  | 5623   |
| 4     | Lucas Catanhede    | BRA  | 5200   |
| 5     | Enrique Bellott    | BOL  | 4044   |
| 6     | Lucas Rojas        | BOL  | 3728   |
| 7     | Alejandro Figueroa | BOL  | 3553   |

## Ergebnisse Frauen

### 60 m
| Platz | Athletin                  | Land | Zeit (s) |
| ----- | ------------------------- | ---- | -------- |
| 1     | Vitória Cristina Rosa     | BRA  | 7,32     |
| 2     | Laura Martínez            | COL  | 7,40 PB  |
| 3     | Anaís Hernández           | CHI  | 7,41 PB  |
| 4     | Guadalupe Tórrez          | BOL  | 7,41     |
| 5     | María Florencia Lamboglia | ARG  | 7,42 =PB |
| 6     | Macarena Giménez          | PAR  | 7,52     |
| 7     | Lorraine Martins          | BRA  | 7,55     |
| 8     | Leticia Arispe            | BOL  | 7,62     |

### 400 m
| Platz | Athletin           | Land | Zeit (s) |
| ----- | ------------------ | ---- | -------- |
| 1     | Tiffani Marinho    | BRA  | 53,47    |
| 2     | Noelia Martínez    | ARG  | 55,59    |
| 3     | Tábata de Carvalho | BRA  | 56,35    |
| 4     | Mariana Arce       | BOL  | 57,65    |
| 5     | Tania Guasace      | BOL  | 63,04    |
| 6     | Cecilia Gómez      | BOL  | 67,13    |

### 800 m
| Platz | Athletin            | Land | Zeit (min)    |
| ----- | ------------------- | ---- | ------------- |
| 1     | María Pía Fernández | URU  | 2:08,20 CR NR |
| 2     | Berdine Castillo    | CHI  | 2:09,76       |
| 3     | Flávia de Lima      | BRA  | 2:11,34       |
| 4     | Cecilia Gómez       | BOL  | 2:11,78       |
| 5     | Tania Guasace       | BOL  | 2:12,47       |
| 6     | Uhuru Rocha         | BRA  | 2:18,22       |

### 1500 m
| Platz | Athletin            | Land | Zeit (min)    |
| ----- | ------------------- | ---- | ------------- |
| 1     | Anita Poma          | PER  | 4:24,72 CR NR |
| 2     | María Pía Fernández | URU  | 4:27,48 NR    |
| 3     | Benita Parra        | BOL  | 4:39,33       |
| 4     | Flávia de Lima      | BRA  | 5:07,57 PB    |
| 5     | Tatiana Poma        | BOL  | 5:10,10       |

### 3000 m
| Platz | Athletin     | Land | Zeit (min)  |
| ----- | ------------ | ---- | ----------- |
| 1     | Benita Parra | BOL  | 10:05,90 PB |
| 2     | Tatiana Poma | BOL  | 11:02,14    |

### 60 m Hürden
| Platz | Athletin        | Land | Zeit (s)   |
| ----- | --------------- | ---- | ---------- |
| 1     | Ketiley Batista | BRA  | 8,09 CR PB |
| 2     | Vitória Alves   | BRA  | 8,55       |
| 3     | Millie Díaz     | URU  | 7,82 PB    |
| 4     | Sofía Ingold    | URU  | 9,12 PB    |
| 5     | Camila Jiménez  | BOL  | 9,24       |
| 6     | Andrea Bravo    | BOL  | 9,70       |

### 4-mal-400-Meter-Staffel
| Platz | Land     | Athletinnen                                                   | Zeit (min) |
| ----- | -------- | ------------------------------------------------------------- | ---------- |
| 1     | Bolivien | Cecilia Gómez Tania Guasace Valentina Rojas Mariana Arce      | 3:52,49    |
| 2     | Uruguay  | Martina Coronato Millie Díaz Sofía Ingold María Pía Fernández | 4:09,39    |

### Hochsprung
| Platz | Athletin              | Land | Höhe (m) |
| ----- | --------------------- | ---- | -------- |
| 1     | Valdiléia Martins     | BRA  | 1,85 CR  |
| 2     | María Isabel Arboleda | COL  | 1,82     |
| 3     | Arielly Monteiro      | BRA  | 1,70     |
| 3     | Carla Ríos            | BOL  | 1,70     |
|       | Martina Caprioglio    | BOL  | NMH      |

### Stabhochsprung
| Platz | Athletin          | Land | Höhe (m) |
| ----- | ----------------- | ---- | -------- |
| 1     | Beatriz Chagas    | BRA  | 4,20 CR  |
| 2     | Isabel de Quadros | BRA  | 4,00     |

### Weitsprung
| Platz | Athletin         | Land | Weite (m) |
| ----- | ---------------- | ---- | --------- |
| 1     | Lissandra Campos | BRA  | 6,49      |
| 2     | Eliane Martins   | BRA  | 6,49      |
| 3     | Natalia Linares  | COL  | 6,32      |
| 4     | Rocío Muñoz      | CHI  | 6,14      |
| 5     | Valeria Quispe   | BOL  | 5,99      |
| 6     | Paola Mautino    | PER  | 5,91      |
| 7     | Daniela Vaca     | BOL  | 5,85      |
| 8     | Natalie Aranda   | PAN  | 5,78      |

### Dreisprung
| Platz | Athletin            | Land | Weite (m) |
| ----- | ------------------- | ---- | --------- |
| 1     | Gabriele dos Santos | BRA  | 14,04 CR  |
| 2     | Valeria Quispe      | BOL  | 12,82     |
| 3     | Estrella Lobo       | COL  | 12,81     |
| 4     | Rocío Muñoz         | CHI  | 12,46 PB  |
| 5     | Millie Díaz         | URU  | 12,42     |
| 6     | Daniela Vaca        | BOL  | 11,74     |

### Kugelstoßen
| Platz | Athletin       | Land | Weite (m) |
| ----- | -------------- | ---- | --------- |
| 1     | Ivana Gallardo | CHI  | 17,74 CR  |
| 2     | Natalia Duco   | CHI  | 16,63     |

### Fünfkampf
| Platz | Athletin           | Land | Punkte     |
| ----- | ------------------ | ---- | ---------- |
| 1     | Raiane Vasconcelos | BRA  | 3624       |
| 2     | Tainara Mees       | BRA  | 3617       |
| 3     | Ana Camila Pirelli | PAR  | 3410       |
| 4     | Sofía Ingold       | URU  | 3346 AU20R |
| 5     | Camila Jiménez     | BOL  | 3311 NR    |

## Medaillenspiegel
| Platz | Land        |    |   |   |    |
| ----- | ----------- | -- | - | - | -- |
| 1     | Brasilien   | 13 | 7 | 6 | 26 |
| 2     | Bolivien    | 4  | 4 | 3 | 11 |
| 3     | Venezuela   | 4  | 2 | 2 | 12 |
| 4     | Venezuela   | 1  | 3 | 3 | 7  |
| 5     | Chile       | 1  | 3 | 2 | 6  |
| 6     | Uruguay     | 1  | 3 | 1 | 5  |
| 7     | Argentinien | 1  | 2 | 2 | 5  |
| 8     | Peru        | 1  | 1 | 1 | 3  |
| 9     | Paraguay    | 0  | 0 | 1 | 1  |